# Torre del Canuto (Rute)
La Torre del Canuto és una torre de guaita situada a la serra de Rute, dins del parc natural de Sierras Subbéticas de la província de Còrdova, Andalusia, específicament en el cim del turó Hacho, a uns 1000 metres d'altitud. Des del cim s'albiren Rute, Cuevas de Sant Marcos, Iznájar, Alzines Reals, Lucena, Priego de Còrdova i Carcabuey. Té una alçada de 8 metres, un diàmetre de 5,25 metres, construïda a base de blocs de pedra calcària grisa, que mesuren una mitjana de 50 x 20 centímetres en els seus costats i uns 25-30 centímetres de gruix. Està envoltada d'un recinte quadrangular de 6,50 x 4,50 metres de longitud realitzat en paredat.
Va ser declarada com a Bé d'Interès Cultural en 1985 i posseeix una àrea de protecció de 200 metres al seu voltant. Apareix a l'escut del municipi de Rute.

## Història
Al segle xix Pascual Madoz la va relacionar erròniament amb una talaia visigoda, encara que posteriorment es va demostrar la seva factura àrab i probablement és l'única resta en peus d'una fortalesa islàmica de majors proporcions. Antonio Arjona va destacar que, igual que moltes altres torres guaites com les de Priego de Còrdova, degué ser reconstruïda pel Regne nassarita de Granada quan els emirs Muhammed IV i Yusuf I (1326-1341) van aconseguir trencar la primera línia de frontera i capturar alguns territoris de la Subbética. Aquest esdeveniment es va complicar quan el senyor d'Aguilar es va declarar vassall de l'emir granadí, la qual cosa inclouria les seves fortaleses en el control islàmic. La Corona de Castella va respondre fortificant castells i construint-ne uns altres i, després d'una ofensiva liderada pel rei Alfons XI el 1341, els castellans van aconseguir capturar Alcalá la Real, Priego, Carcabuey, Zambra, Benamejí i la pròpia Rute. La fortalesa va estar implicada en variades guerres frontereres baixmedievals, per això es creu que el recinte quadrangular que l'envolta servia de protecció. Antonio Arjona destaca que la talaia vigilaria el camí entre Priego i Iznájar.
Tanmateix, altres versions van destacar que la torre va poder construir-se el 1435, quan l'actual Rute va ser construït i configurat. La seva robustesa la diferencia de les torres de guaita de Priego de Còrdova, d'època nassarita. Això va quedar descartat després de les cales realitzaders, que van confirmar el seu origen nassarita.

### Restauració
El 4 de novembre de 2019 la Comissió Provincial de Patrimoni Històric va donar llum verda a la primera fase de restauració de la torre del Canuto davant el perill d'ensulsiada, en la qual es va realitzar una neteja superficial, consolidació de paraments verticals, substitució puntual de paredats i reintegració de les juntes perdudes. Aquesta primera fase va concloure l'abril de 2020. La segona fase es va aprovar el 28 de desembre de 2020 amb un pressupost d'uns 66.000 euros, en la qual es preveu, entre altres actuacions, la restitució de la fàbrica del buit nord-oest.